# Naka Kansuke
Naka Kansuke (japanisch 中 勘助; geboren 22. Mai 1885 in der Präfektur Tokio; gestorben 3. Mai 1965) war ein japanischer Schriftsteller.

## Leben und Wirken
Naka Kansuke machte 1909 seinen Studienabschluss an der Universität Tokio. Sein Erstlingswerk, der autobiographische Roman „Ein Löffel aus Silber“ (銀の匙, „gin so saji“), wurde auf Empfehlung von Natsume Sōseki, bei dem er studiert hatte, als Serie ab 1913 in der Zeitung (東京朝日新聞) veröffentlicht, aber danach erschien lange nichts mehr.
Nach langem Schweigen und betroffen von einer Weltangst veröffentlichte Naka erst 1921 den Roman „daibadatta“ (提婆達多), dann 1922　„inu“ (犬) – „Der Hund“ (1922). Er verfasste auch Essays, so 1922 „numa no hotori“ (沼のほとり) – „Am Sumpf“ und 1926 „shizukana nagare“ (しづかな流) – „Friedliches Fließen“. Damit erregte Aufmerksamkeit als Schriftsteller, der einen eigenen Stil entwickelt hatte, eine Art „lebendigen Poesie“. „kari no hanashi“ (雁の話) „Die Wildgans-Erzählung“ (1933) setzte er nach dem Zweiten Weltkrieg fort mit einem Buch „tori no monogatari“ (鳥の物語) – „Vogel-Geschichte“ (1983), in dem er die Wirren während und nach dem Krieg beschreibt. Das ist eine Art Märchen für Erwachsene, das die Gefühle seiner späteren Jahre wiedergibt. 
Naka begann mit Prosa, wollte aber eigentlich Gedichte verfassen. Schließlich hinterließ er acht Gedichtsammlungen unter dem Titel „rokan“ (琅玕) – eine alte Bezeichnung für „Schönen Bambus“ (1935). Der Lyriker Tatsuji Miyoshi lobte die Gedichte von Naka für ihre Kraft, das gute Bewusstsein der Menschen und ihre unendliche Trauer zu verstehen.
1964 wurde Naka  mit dem Asahi-Preis für seine langjährige literarische Leistung ausgezeichnet. Bereits 1960 erschien die Gesamtausgabe seiner Werke (中勘助全集, „Naka Kansuke zenshū“) in 13 Bänden im Verlag Kadokawa Shoten, später die Essaysammlung (中勘助随筆集, „Naka Kansuke zuihitsushū“, 1971, ISBN 4-00-310516-8) im Iwanami-Verlag. Als Sekundärliteratur erschien „Naka Kansukes Literatur“ (中勘助の文学, „Naka Kansuke no bungaku“, 1971) von Watanabe Gekisaburō (渡辺外喜三郎).